# Rudolf von Meran
Rudolf Jan František hrabě z Meranu (německy Rudolf Johann Franz Graf von Meran; 9. prosince 1872 Štýrský Hradec – 17. září 1959 Salzburg) byl rakouský šlechtic a rakousko-uherský státní úředník. Fakticky měl původ v rodu Habsburků a byl pravnukem císaře Leopolda II. Patřil k potomstvu arcivévody Jana a jeho nerovnorodé manželky, rodina užívala od roku 1844 titul hrabat z Merana. Jako absolvent práv působil od mládí ve státních úřadech a zastával vysoké funkce ve správě různých zemí Rakousko-Uherského císařství, naposledy byl před rozpadem monarchie místodržitelem v Tyrolsku (1917–1918), po roce 1918 žil v soukromí.

## Životopis

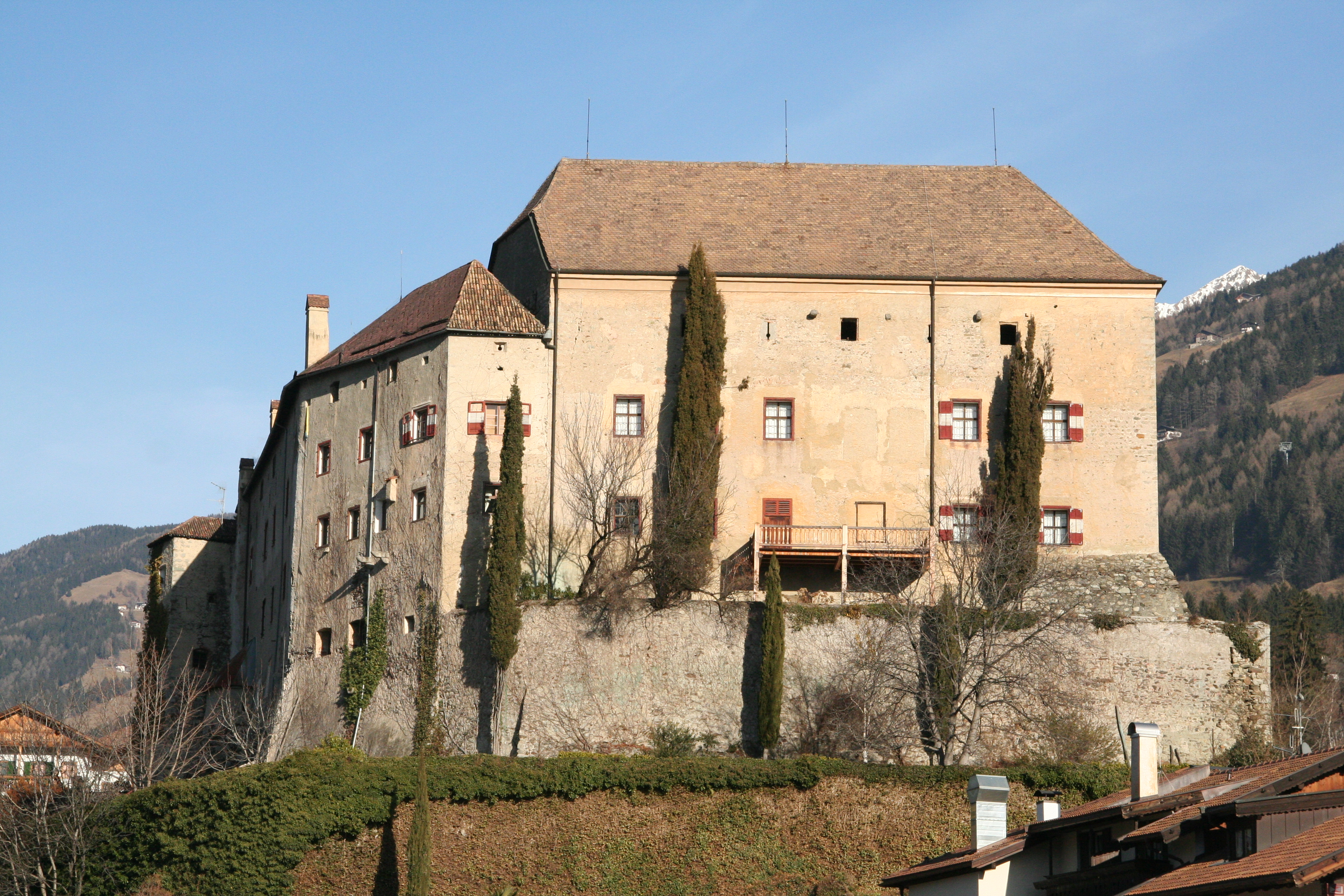
Zámek Scena v Tyrolsku, sídlo hrabat z Meranu

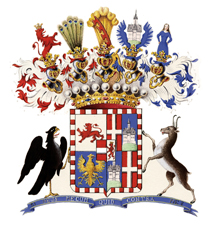
Erb hrabat z Meranu

Pocházel z potomstva morganatického manželství arcivévody Jana (1782–1859) a Anny Plochlové (1804–1885), dcery poštmistra. Narodil se jako mladší syn Františka z Meranu (1839–1891), kterému byl jako dítěti udělen v roce 1844 titul hrabě z Meranu a barona z Brandhofu, a hraběnky Terezie Lambergové (1836–1913). Po matce byl vnukem generála Františka Filipa z Lambergu (1791–1848) zavražděného během uherské revoluce v roce 1848 v Budapešti. Rudolf krátce sloužil v armádě, ale po zranění opustil vojenskou službu, vystudoval práva a stal se státním úředníkem. V letech 1909–1911 byl okresním hejtmanem v Bregenzu, poté v letech 1912–1917 zastával funkci zemského prezidenta v Bukovině, kde se aktivně zapojoval do veřejného dění a získal čestný doktorát na univerzitě v Černovicích. Za první světové války po obsazení Bukoviny ruskou armádou musel dvakrát vyklidit Černovice, formálně zůstal zemským prezidentem v Bukovině do června 1916 a definitivně ji opustil po Brusilovově ofenzívě. Odešel do Vídně a od ledna do listopadu 1917 byl místodržitelem v Horním Rakousku, kde se s ohledem na probíhající válku zaměřil na sociální problematiku. Nakonec od listopadu 1917 do zániku monarchie zastával funkci místodržitele v Tyrolsku. Z titulu této funkce byl zároveň prezidentem zemského finančního ředitelství v Innsbrucku a předsedou zemské školní rady pro Tyrolsko a Vorarlbersko.
Za zásluhy byl nositelem velkokříže Řádu Františka Josefa, Válečného kříže za občanské zásluhy a několika dalších ocenění. Získal také vyznamenání ve spojeneckém Německu, kde obdržel pruský Řád koruny a komturský kříž württemberského Fridrichova řádu. V roce 1915 byl jmenován c. k. tajným radou s nárokem na oslovení Excelence.

## Rodina
V roce 1917 se na zámku Goldegg oženil s princeznou Johannou Auerspergovou (1890–1967), dcerou knížete Karla Auersperga (1859–1927), vnučkou rakouského předsedy vlády Adolfa Auersperga. Johanna byla dámou Řádu hvězdového kříže a c. k. palácovou dámou. Z jejich manželství se narodily tři děti, Rudolf (1917–1982), Adolf (1919–2010) a Karolína (1920–1965). Rodina žila na zámku Scena (respektive Schenna) v Tyrolsku, který koupil v roce 1845 arcivévoda Jan pro své potomstvo. Pobývali také na zámku Losensteinleiten v Horním Rakousku, který patřil rodině Auerspergů.
Rudolfův starší bratr Jan (1867–1947) byl právníkem, zastával čestné funkce ve Štýrsku a jako majitel fideikomisu byl dědičným členem rakouské Panské sněmovny.